# 栃木県道305号豊原大島線
栃木県道305号豊原大島線（とちぎけんどう305ごう とよはらおおしません）は、栃木県那須郡那須町内を通過する一般県道である。

## 概要

### 路線データ
- 総延長：14.037km[1]
- 実延長：14.037km[1]
- 起点：栃木県那須郡那須町大字豊原丙（朝日小学校入口交差点＝国道4号交点）
- 終点：栃木県那須郡那須町大字大島（栃木県道290号那須甲子線交点）
- 認定：1986年（昭和61年）4月1日

## 歴史

### 年表
- 1986年（昭和61年）4月1日 - 一般県道として認定。

## 路線状況

### 交通量
24時間自動車類交通量（台/日）
- 朝日小学校入口交差点・大谷交差点間：1,793（推定値）
- 那須町大字大島国有林野181林班：829

## 地理

### 通過する自治体
- 栃木県
  - 那須郡那須町

### 交差する道路
- 栃木県道68号那須西郷線（那須町大島・大谷交差点）